# 森重政 (旗本)
森重政（1581年—1633年6月13日），日本戰國時代至江戶時代初期的武將。江戶幕府旗本。父親是森可政。

## 生平
在天正9年（1581年）出生，家中長男。與父親可政同様，仕於羽柴秀吉，不過可政從在秀吉配下的時期就已經接近德川家康，天正19年（1591年），與可政一同拜謁家康。在秀吉死後不久，可政就轉仕於家康。
慶長11年（1606年），前往江戶拜謁江戶幕府第2代將軍德川秀忠。慶長14年（1609年），自稱森伊豆守。慶長17年（1612年），可政受藩主森忠政邀請而前往美作國津山藩時，正式受可政讓予家督，繼承可政2千3百6十石內的1千8百6十石所領。元和8年（1622年），被任命為幕府御使番。寬永3年（1626年），供奉將軍德川秀忠上洛。寬永7年（1630年），受老中酒井忠勝、土井利勝、酒井忠世報告肥後國的動向。同年，拜謁江戶幕府第3代將軍德川家光。寬永8年（1631年），再次被任命為幕府御使番。寬永9年1月25日（1632年3月15日），受永井尚政、酒井忠勝、土井利勝、酒井忠世報告，秀忠於24日死去。在寬永10年5月7日（1633年6月13日）死去。享年53歲。被葬在美濃國瑞應山的南泉寺。

## 子孫
旗本森家宗家被稱為「次郎家」，領有1千8百6十石，後來兒子重繼的次男正剩分得3百石，被稱為「才兵衛家」。此後次郎家作為1千5百6十石的旗本，一直存續至幕末。
次男半左衛門的「半十郎家」在最初仕於森家宗家，後來成為浪人並投靠次郎家。此後，半十郎（第5代）仕於館林藩藩主時期的德川綱吉，在綱吉就任將軍後，成為幕臣，不過因為繼承人一學精神失常，於是在第6代斷絕。

## 人物
- 雖然石高不足3千石，亦被特別允許在名字中使用「守」，並受老中直接傳令等，受幕府深厚信任。